# 욘 노럼
욘 테리 노럼(노르웨이어: John Terry Norum, 1964년 2월 23일 ~ )은 노르웨이-스웨덴 기타리스트이자 록 밴드 유럽의 설립자들 중 한 명이다. 유럽에서의 그의 역할과 동시에, 그는 또한 솔로 아티스트로서의 경력을 유지한다. 노럼은 가수 톤 노럼의 오빠이며 그의 의붓아버지는 에디 메두자의 전 음반 프로듀서이자 컬럼비아 임원이자 드러머였던 토마스 비트이다.